# Escuela de Salud y Cuidados de Castilla-La Mancha
La Escuela de Salud y Cuidados de Castilla-La Mancha es una iniciativa promovida por la Consejería de Salud y Bienestar Social del Gobierno autonómico, articulada y desarrollada desde el Servicio regional de Salud (SESCAM)

## 1. Concepto
Se trata de un proyecto que pretende contribuir a mejorar la educación sanitaria de los/as pacientes mediante su capacitación , incrementando su competencia o “alfabetización en salud), a través de la adquisición de conocimientos, actitudes y habilidades en el manejo de su enfermedad. Su objetivo último sería pues, el adiestramiento y formación de pacientes más capaces, es decir más informados/as, expertos/as, autónomos/as, competentes, especialistas, activos/as o corresponsables, según diferentes denominaciones utilizadas, donde ellos mismos sean capaces de crear grupos de apoyo sobre la base de sus experiencias y conozcan todos los signos y síntomas de la enfermedad y como prevenirlos todo esto con ayuda de la enfermera sanitarista. Este enfoque es una de las grandes palancas de cambio de los nuevos modelos asistenciales que han comenzado a desarrollarse en diversos países en los últimos años, sobre todo para hacer frente a las enfermedades crónicas, habiéndose puesto en marcha numerosas iniciativas de este tipo.    
El Institute of Medicine estadounidense define la health literacy como la capacidad de las personas para obtener, procesar y entender información básica sobre la salud y los servicios sanitarios que necesitan, para poder adoptar decisiones apropiadas de salud, (IOM, 2004). La información es esencial para las personas que tienen que afrontar un problema de salud; su actitud ante la enfermedad y las actuaciones posteriores que realizan, tanto ellos como sus familias, y que condicionarán de manera notable su calidad de vida, dependen en gran medida de la ayuda que puedan tener para obtener información y comprenderla. Se trata, esencialmente, de un derecho ético básico para el ejercicio de la autonomía individual.
Pero esta “alfabetización en salud” o competencia va más allá de la salud individual. Depende también de las habilidades, preferencias y expectativas generadas por la información sanitaria general y por los proveedores de cuidados: médicos, enfermeras, gestores, trabajadores de salud, medios de comunicación, y otros.
En general puede decirse que se ha producido una transición desde los tradicionales métodos de la educación sanitaria y la educación para la salud, hacia estrategias mejor definidas y que han demostrado mejores resultados, como la educación terapéutica específica en la enfermedad, estructurada y adaptada a las circunstancias y necesidades concretas de cada paciente.  
Existen numerosas experiencias educativas, sobre todo en procesos crónicos, en patologías y situaciones diversas: enfermedades cardiovasculares, trastorno bipolar, EPOC, diabetes, insuficiencia renal crónica, etc. Su objetivo es aumentar los conocimientos del/a paciente sobre la enfermedad y conseguir o reforzar los cambios en los estilos de vida y comportamientos saludables conseguidos.
Algunas de estas intervenciones educativas cubren un amplio rango en cuanto a la profundidad y foco de la intervención. Las más avanzadas incluyen planes bien estructurados de educación terapéutica, con elaboración de materiales educativos ad hoc, estratificación o desarrollo de criterios de inclusión de pacientes para la intervención, cuadernos o sistemas de registro para los/as pacientes o indicadores de evaluación de resultados. 

## 2. Objetivos
Entre los objetivos establecidos para la Escuela de Salud y Cuidados destacan:
- Contribuir a la mejora del bienestar y de la calidad de vida de los/as pacientes con enfermedades crónicas, de las personas en situación de dependencia y de sus cuidadores/as.
- Crear una red de ciudadanos/as corresponsables y “pacientes competentes y expertos/as”, (familiares y cuidadores/as en su caso), conocedores/as de su enfermedad y de sus necesidades de apoyo, que colaboren en difundir su experiencia y actúen como formadores de otros/as pacientes (o cuidadores/as).
- Ayudar a los profesionales a mejorar los resultados de su práctica asistencial mejorando la adherencia al tratamiento.
- Contribuir al mantenimiento y sostenibilidad de los sistemas públicos de salud y de servicios sociales.

## 3. Metodología
En última instancia, el proyecto de la Escuela de Salud y Cuidados es una iniciativa de formación entre pacientes. A través de actividades educativas presenciales impartidas mediante una serie de talleres formativos, siguiendo la metodología de “formación de formadores”, la Escuela pretende constituir una red de pacientes expertos/as o especialistas que, con posterioridad, compartirán a su vez experiencias, estrategias y consejos con otros/as pacientes, cuidadores/as y profesionales. 
Los/as pacientes, como personas expertas en su enfermedad, enseñan a otros/as pacientes a partir de su propia experiencia. De igual forma, las personas con experiencia en tareas y funciones de cuidado trasmiten sus conocimientos y habilidades a otras personas que se están iniciando en esta experiencia.
La formación presencial se complementa con el apoyo de materiales educativos elaborados expresamente para ser utilizados en la formación de pacientes en la Escuela de Salud: guías informativas, DVD, manuales didácticos y otros recursos,  cuyos contenidos están validados tanto por profesionales como por pacientes, así como una página web: http://escueladesalud.castillalamancha.es/
En algunas de las actividades participan conjuntamente pacientes, ciudadanía y profesionales sanitarios. Los/as pacientes enseñan a los/as profesionales sanitarios la “otra cara” de la enfermedad, oculta con frecuencia a la supuesta mirada experta científico-técnica, y éstos/as aportan su apoyo y conocimientos. 
La Escuela de Salud y Cuidados de Castilla-La Mancha inició su andadura en noviembre de 2010 con el apoyo metodológico de la Escuela Andaluza de Salud Pública. Hasta marzo de 2011 se han desarrollado varios talleres de formación de primer nivel, (a pacientes y profesionales de apoyo), sobre los siguientes procesos: Asma infantil y juvenil, Diabetes Mellitus tipo II, Cáncer de Mama, Fibromialgia y Síndrome de Fatiga Crónica y Formación de Personas cuidadoras. También se ha llevado a cabo un taller de segundo nivel sobre Diabetes, impartido ya por pacientes previamente formados.
Se han descrito una serie de ventajas potenciales de los denominados “pacientes especialistas”, entre las que pueden señalarse la disminución de la frecuentación innecesaria de los servicios sanitarios; la obtención de un mayor rendimiento de las visitas médicas, siendo éstas más efectivas; una mayor colaboración con los profesionales de la salud, lo que aumenta la seguridad del acto médico; la mejora de la eficiencia de la atención recibida; la promoción de estrategias de autocuidado, incluida la prevención secundaria y un mayor cumplimiento terapéutico; la mejora de la autoestima de los/as pacientes y, fundamentalmente, el hecho de que da lugar y constituye un modelo positivo a imitar por otros/as pacientes.

## 4. Origen y justificación
La Escuela de Salud y Cuidados de Castilla-La Mancha se encuentra contemplada en la denominada Estrategia 20/20, un instrumento de planificación en elaboración por la Consejería de Salud y Bienestar Social, cuyo objetivo es impulsar las políticas de Servicios Sociales y de Salud en Castilla-La Mancha en los próximos años, de forma que en 2020 la región disponga de una de las redes de servicios sanitarios y sociales más avanzadas de Europa.
La Estrategia 20/20 plantea un modelo para los servicios sociales y sanitarios que parte de la consolidación de los sistemas social y sanitario público existentes, dentro del estado autonómico. Sus características básicas son: gestión descentralizada, financiación solidaria, cobertura universal y equidad en el acceso.
Además, teniendo en cuenta las necesidades de las personas a lo largo de la vida, y las sinergias que hay entre los servicios sociales y sanitarios, el modelo de atención pretende reforzar dos ejes principales de actuación: la promoción de la autonomía personal y la continuidad de los cuidados.
El texto del documento de la Estrategia 20/20 plantea la siguiente formulación:
EJE 1. MEJORAR LA AUTONOMÍA PERSONAL, LA INCLUSIÓN Y LA SALUD EN TODAS LAS ETAPAS DE LA VIDA.
Las escuelas de salud y cuidados deben jugar un importante papel en la autogestión de las situaciones de dependencia y enfermedad. 
LÍNEA DE ACCIÓN 1.2: 
DESARROLLAR LA CORRESPONSABILIDAD PARA MANTENER LA AUTONOMÍA Y LA SALUD.
ACTUACIÓN 5: 	
Crear una Red de Escuelas de Salud y Cuidados para entrenar a personas afectadas de discapacidad, enfermedad, y para cuidadores, priorizando para su desarrollo los entornos más próximos a las personas afectadas.

## 5. Otras iniciativas
Programas de Paciente Experto: Se denomina paciente experto a aquella persona afectada por una enfermedad crónica que es capaz de responsabilizarse de su enfermedad y de autocuidarse, identificar síntomas y responder frente a ellos, y adquirir habilidades y competencias que le ayuden a gestionar el impacto físico, emocional y social de su enfermedad. El paciente experto, a su vez, asume la responsabilidad de liderar grupos de iguales entre los que se comparten experiencias, conocimientos y habilidades, con un valor añadido en el área de soporte emocional.
Estos programas de paciente experto en enfermedades crónicas son una adaptación del programa Chronic Disease Self-Management Program, (CDSMP), promovido inicialmente por la Universidad de Stanford. Posteriormente se han desarrollado en numerosos países, habiendo demostrado su efectividad y utilidad. Entre ellos puede encontrarse en el Reino Unido (Expert Patient Programme), en Australia, (denominado Partners in Health) y en Canadá, (Canada´s Chronic Disease Self-Management Program).
El CDSMP se basa en la teoría de autoeficacia de Albert Bandura, una teoría cognitiva social que establece que las variables predictivas clave del cambio exitoso en la conducta son la confianza (autoeficacia) en la capacidad de realizar una acción, y la expectativa de que se logrará una meta en particular (expectativa de resultado). La autoeficacia se considera un primer paso en las vías causales del cambio en la conducta en los programas de autocuidado. El aumento de la autoeficacia es un requisito previo para el cambio de conducta que, que a través de una mejoría en el tratamiento, puede influir en la salud y en el uso de la asistencia sanitaria.

## 6. Referencias
Institute of Medicine. Health literacy: a prescription to end confussion. Washington: IOM; 2004.
Jovell AJ, Navarro Rubio MD, Fernández Maldonado L, Blancafort S. Nuevo rol del paciente en el sistema sanitario. Atención Primaria. 2006; 38(3):234-7.
Jovell AJ, Navarro Rubio MD. Pacientes especialistas: ¿por qué se ha de formar a los pacientes? Rev. JANO n.º 1.737. 8 de mayo de 2009. 
The Expert Patient: A New Approach to Chronic Disease Management for the 21st Century. Departament of Health. Disponible en: http://www.dh.gov.uk/en/index.htm
Mira JJ. El paciente competente, una alternativa al paternalismo. Monografías Humanitas. Fundación Medicina y Humanidades. N.º 8. 2005. Disponible en:
https://web.archive.org/web/20091229053717/http://www.fundacionmhm.org/pdf/Mono8/Articulos/articulo8.pdf